# Клепиков Михайло Іванович
Михайло Іванович Клепиков (нар. 27 квітня 1927, село Тугулук, тепер Грачевського району Ставропольського краю, Росія — 23 березня 1999, місто Усть-Лабінськ Краснодарського краю, Росія) — радянський державний діяч, новатор виробництва, механізатор, бригадир комплексної бригади колгоспу «Кубань» Усть-Лабінського району Краснодарського краю. Кандидат у члени ЦК КПРС у 1966—1971 роках. Член ЦК КПРС у 1971—1990 роках. Депутат Верховної Ради СРСР 7—11-го скликань. Народний депутат СРСР у 1989—1991 роках. Двічі Герой Соціалістичної Праці (31.12.1965, 5.06.1986). 

## Життєпис
Народився в селянській родині. У 1942 році закінчив сім класів середньої школи.
У 1943—1945 роках — тракторист Усть-Лабінської машинно-тракторної станції (МТС) Краснодарського краю.
У 1946 році закінчив школу механізації сільського господарства.
У 1946—1958 роках — тракторист, помічник бригадира, бригадир тракторної бригади Усть-Лабінської машинно-тракторної станції (МТС) Краснодарського краю.
Член КПРС з 1956 року.
У 1958—1960 роках — механік бригади, з 1960 року — бригадир 4-й комплексної бригади ордена Леніна колгоспу «Кубань» Усть-Лабінського району Краснодарського краю. Беззмінно працював на цій посаді до виходу на пенсію.
Указом Президії Верховної Ради СРСР від 31 грудня 1965 року за успіхи, досягнуті в підвищенні врожайності, збільшенні виробництва та заготівель цукрових буряків, Клепикову Михайлу Івановичу присвоєно звання Героя Соціалістичної Праці з врученням ордена Леніна і золотої медалі «Серп і Молот».
У 1971 році закінчив Слов'янський сільськогосподарський технікум Краснодарського краю.
Застосовуючи нові технології, бригада Клепикова отримувала рекордні врожаї пшениці, кукурудзи, гороху, соняшнику і буряка. Гасло Клепикова «земля сусіда — не чужа земля» стало всесоюзним почином.
Указом Президії Верховної Ради СРСР від 5 червня 1986 року за видатні успіхи, досягнуті в розвитку сільського господарства, дострокове виконання планів 11-ї п'ятирічки із виробництва продуктів рослинництва і тваринництва, великий особистий внесок у вирощування високих врожаїв, Клепиков Михайло Іванович нагороджений орденом Леніна і другою золотою медаллю «Серп і Молот».
Досягнувши пенсійного віку, продовжував працювати в рідній бригаді до 1998 року. Залишався бригадиром-наставником, передавав свій багатий досвід молодому поколінню кубанських землеробів.
З 1998 року — на пенсії в місті Усть-Лабінську Краснодарського краю. Помер 23 березня 1999 року. Похований на Новому цвинтарі в Усть-Лабінську.

## Нагороди і звання
- двічі Герой Соціалістичної Праці (31.12.1965, 5.06.1986)
- чотири ордени Леніна (31.12.1965, 8.04.1971, 7.12.1973, 5.06.1986)
- орден Жовтневої Революції (13.03.1981)
- орден Трудового Червоного Прапора (31.10.1957)
- медаль «За доблесну працю у Великій Вітчизняній війні 1941—1945 рр.»
- п'ять золотих, чотири срібні та п'ять бронзових медалей ВДНГ СРСР
- медалі
- Заслужений працівник сільського господарства СРСР
- Заслужений механізатор сільського господарства РРФСР (1969)
- Державна премія СРСР (1975)